# Korkino
Korkino (russisch Коркино) ist eine russische Stadt am Ural. Sie liegt in der Oblast Tscheljabinsk und hat 38.597 Einwohner (Stand 14. Oktober 2010).

## Geschichte
Korkino wurde im Jahre 1746 als eine kleine Siedlung am Ufer des Flusses Tschumljak (Чумляк) gegründet. Der Ortsname stammt einer Legende nach vom Erstsiedler namens Afanassi Korkin ab. Die erste Volkszählung im Ort im Jahre 1795 ergab eine Bevölkerungszahl von etwas über 100 Einwohnern. Im 19. Jahrhundert hatte Korkino offiziell den Status einer Kosakensiedlung inne und war wirtschaftlich vorwiegend von der Landwirtschaft und dem Fischfang geprägt. Diesen Status hatte Korkino noch bis zum Jahr 1920.
Anfang der 1930er-Jahre wurden nahe Korkino Braunkohle-Lagerstätten erschlossen, was dem Ort eine neue Bedeutung brachte. Schon im Jahr 1933 wurde Korkino in eine Arbeitssiedlung umgewandelt und erhielt 1942 den Stadtstatus.

### Bevölkerungsentwicklung
| Jahr | Einwohner |
| ---- | --------- |
| 1939 | 11.517    |
| 1959 | 84.962    |
| 1970 | 70.890    |
| 1979 | 63.253    |
| 1989 | 45.198    |
| 2002 | 41.501    |
| 2010 | 38.597    |

Anmerkung: Volkszählungsdaten

## Wirtschaft
Neben der Kohleförderung gibt es in Korkino mehrere Industriebetriebe, darunter eine Stahlbeton-, eine Zement- und eine Glasfabrik, außerdem Textilindustrie und eine Süßwarenfabrik.

## Söhne und Töchter der Stadt
- Georgi Beloussow (* 1990), Eishockeyspieler
- Anatoli Bukrejew (1958–1997), kasachischer Extrembergsteiger und Bergführer
- Artemi Panarin (* 1991), Eishockeyspieler
- Jelena Skrynnik (* 1961), Politikerin